# Ауачапан (департамент)
Ауачапан (ісп. Ahuachapán) — один з 14 департаментів Сальвадору.
Знаходиться в крайній західній частині країни. Межує з департаментами Санта-Ана, Сонсонате та державою Гватемала. На півдні омивається Тихим океаном. Адміністративний центр — місто Ауачапан.
Утворений 9 лютого 1869 року. Площа — 1240 км². Населення — 319 503 чол. (2007).

## Муніципалітети
1. Апанека
2. Атикусая
3. Ауачапан
4. Гуайманго
5. Консепсьйон-де-Атако
6. Сан-Лоренсо
7. Сан-Педро-Пухтла
8. Сан-Франсиско-Менендес
9. Такуба
10. Турин
11. Хухутла
12. Ель-Рефугіо